# Землетрясение в Бразилии (2010)
Землетрясение магнитудой 6,5 произошло 24 мая 2010 года в 16:18:29 (UTC) в Бразилии, в 87,7 км к западу от Тарауака. Гипоцентр землетрясения располагался на глубине 581,2 км.
Землетрясение ощущалось в населённых пунктах и регионах Бразилии: Крузейру-ду-Сул, Риу-Бранку, Манаус, Фейжо, Табатинга, Тарауака. Подземные толчки ощущались также в населённых пунктах Перу: Пукальпа, Барранка, Камповерде, Луриганчо-Чосика, Икитос, Сан-Луис.
В результате землетрясения сообщений о жертвах и разрушениях не поступало.

## Тектонические условия региона
Перуанско-Чилийский жёлоб простирается более чем на 7000 км, от тройника у южного побережья Чили до Панамской зоны разломов у южного побережья Панамы в Центральной Америке. Он образовался на границе между субдуцирующей плитой Наска и Южно-Американской плитой, где океаническая кора и литосфера плиты Наска начинают погружаться в мантию под Южной Америкой. Конвергенция, связанная с этим процессом субдукции, приводит к поднятию Андских гор и образованию активной вулканической цепи вдоль большей части этого фронта деформации. По сравнению с фиксированной Южно-Американской плитой плита Наска перемещается к северо-востоку со скоростью, варьирующейся от приблизительно 80 мм/год в южной её части до приблизительно 65 мм/год в северной части. Хотя скорость субдукции мало изменяется по всей дуге, существуют сложные изменения в геологических процессах вдоль этой зоны субдукции, которые резко влияют на вулканическую активность, деформацию земной коры и возникновение землетрясений по всей западной окраине Южной Америки.
Большинство сильных землетрясений в Южной Америке возникают в результате деформации земной коры и тектонических плит и ограничены малой глубиной от 0 до 70 км. Землетрясения в земной коре происходят в результате деформации и образования гор на доминирующей Южно-Американской плите и вызывают землетрясения глубиной около 50 км. Землетрясения между плитами происходят из-за проскальзывания вдоль границы погружения между плитой Наска и Южно-Американской плитой. Землетрясения между плитами в этом регионе нередки и часто бывают большими и происходят на глубине около 10—60 км. С 1900 года в этой зоне субдукции произошло множество землетрясений магнитудой 8 баллов или более, за которыми последовало разрушительное цунами, в том числе землетрясение магнитудой 9,5 в 1960 году на юге Чили, крупнейшее в мире землетрясение, зарегистрированное с помощью сейсмических инструментов. Другие известные цунамигенные землетрясения включают в себя землетрясение магнитудой 8,5 в 1906 году в районе Эсмеральдас (Эквадор), землетрясение магнитудой 8,5 в 1922 году в Кокимбо (Чили), землетрясение магнитудой 8,4 в Арекипе в 2001 году, землетрясение магнитудой 8,0 в 2007 году в Писко (Перу) и землетрясение магнитудой 8,8 в Мауле (Чили) 2010 года.
Крупные землетрясения средней глубины (те, которые происходят на глубине около 70—300 км) в Южной Америке относительно ограничены по размерам и пространственным масштабам и происходят в пределах плиты Наска в результате внутренней деформации внутри субдуцирующей плиты. Эти землетрясения, как правило, группируются на севере Чили и юго-западной Боливии, и в меньшей степени в районе северного Перу и южного Эквадора, с глубинами от 110 до 130 км. Большинство из этих землетрясений происходят в непосредственной близости от изгиба на береговой линии между Перу и Чили. Самым недавним сильным землетрясением средней глубины в этом регионе было землетрясение в Тарапака (Чили), в 2005 году.
Землетрясения также могут возникать на глубине более 600 км в результате продолжающейся внутренней деформации субдуцирующей плиты Наска. Глубокофокусные землетрясения в Южной Америке не наблюдаются на глубине от 300 до 500 км. Вместо этого глубокие землетрясения в этом регионе происходят на глубинах от 500 до 650 км и сосредоточены в двух зонах: одна, которая проходит под границей Перу—Бразилия, и другая, которая простирается от центральной Боливии до центральной Аргентины. Эти землетрясения, как правило, не проявляют больших магнитуд. Исключением является землетрясение 1994 года на северо-западе Боливии. Это землетрясение магнитудой 8,2 произошло на глубине 631 км, и было до недавнего времени крупнейшим глубоким землетрясением с инструментальной регистрацией. В мае 2013 года таковым стало землетрясение магнитудой 8,3 на глубине 610 км под Охотским морем (Россия).
Субдукция плиты Наска является геометрически сложной и влияет на геологию и сейсмичность западного края Южной Америки. Области средней глубины субдуцирующей плиты Наска можно разделить на пять секций в зависимости от их угла субдукции под Южно-Американскую плиту. Три сегмента характеризуются круто погружающейся субдукцией; другие два — почти горизонтальной субдукцией. Плита Наска под северным Эквадором, южным Перу, северным и южным Чили опускается в мантию под углами от 25 ° до 30 °. Тем временем плита под южным Эквадором, центральным Перу и под центральным Чили субдуцируется под небольшим углом, примерно 10 ° или менее. В этих областях субдукции «плоская» плита Наска движется горизонтально на протяжении нескольких сотен километров, прежде чем продолжить свое опускание в мантию, и затенена расширенной зоной сейсмичности земной коры вышележащей плиты Южной Америки. Хотя на Южно-Американской плите наблюдается цепь активного вулканизма, являющаяся результатом субдукции и частичного поглощения океанической литосферы Наска вдоль большей части дуги, эти области предполагаемой мелкой субдукции коррелируют с отсутствием вулканической активности.